# لازارو كارديناس (مدينة)
لازارو كارديناس هي مدينة ساحلية تقع المدينة في الجزء الجنوبي من ولاية ميتشواكان المكسيكية يحدها من الشرق ولاية غيريرو، كانت تُعرف سابقًا باسم لوس لانيتوس، لكنها غيرت اسمها كتقدير إلى لازارو كارديناس، وهو سياسي مولود في ميتشواكان وكان رئيسًا للمكسيك من عام 1934 إلى عام 1940.
يصب منه نهر مصقلة إلى المحيط الهادئ. في تعداد 2005، كان عدد سكان المدينة حوالي 74,884 شخصاً، يوجد في المدينة مطار لازارو كارديناس.

## التاريخ
عندما عُرفت باسم لوس لانيتوس، كانت جزءًا من بلدية أرتيغا. وفي عام 1932 تم منحها مكانة المدينة وسميت ميلكور أوكامبو، بعد السياسي ميلكور أوكامبو. في 12 أبريل 1937، أثناء حكم خوسيه ماريا ميندوزا برادو، أصدر مؤتمر الولاية مرسوماً بإنشاء بلدية باسم ميلكور أوكامبو ديل بالساس. تم تغيير اسم البلدية مرة أخرى في 17 نوفمبر 1970، إلى لازارو كارديناس، تكريماً للرئيس السابق الذي توفي.
في عام 2006، أضرب عمال الصلب الذين يعملون في مصنع للصلب، مما تسبب في العديد من الإصابات والوفيات.
في يوليو 2007، تم القبض على سفينة من قبل المسؤولين المكسيكيين في ميناء لازارو كارديناس، والتي أنطلقت من هونغ كونغ، بعد السفر عبر ميناء لونغ بيتش مع 19 طنًا من السودوإيفيدرين، وهي مادة خام ضرورية لعملية تصنيع عقار الميثامفيتامين. تم العثور على المالك الصيني زينلي يو كون لديه 206 مليون دولار في قصره في مكسيكو سيتي. وكان قد هَرب ولم يتم العثور عليه.

## النقل
المدينة تمتلك مَطارًا يُسمى مطار لازارو كارديناس [الإنجليزية].

## الميناء
تَعد المدينة موطنًا أساسيًا لميناء بحري كبير مُخصص للحاويات والبضائع. كما يقوم الميناء بتصدير السيارات من العديد من مصانع التجميع المكسيكية إلى أسواق في جنوب شرق آسيا وأمريكا الجنوبية. تعامل الميناء مع 1.24 مليون حاوية بضائع في عام 2012 ويتوسع إلى 2.2 مليون حاوية سنويًا. ينتقل الشحن من وإلى الميناء عن طريق البر مِن خلال السكك الحديدية، المقدمة حصريًا من قِبَل شركة كانساس سيتي ساوثرن دي ميكسيكو. من المتوقع أن يصبح الميناء منشأة حاويات رئيسية بسبب الازدحام في الموانئ الأمريكية في لوس أنجلوس ولونغ بيتش وقربها النسبي من المدن الرئيسية مثل شيكاغو وكانساس سيتي وهيوستن. استعدادًا لزيادة قدرة الميناء، تمت ترقية البنية التحتية للسكك الحديدية والطرق السريعة الممتدة من الشمال إلى الجنوب عبر وسط المكسيك للتعامل مع الزيادة المتوقعة في حجم البضائع المتجهة إلى الولايات المتحدة باستخدام ممر النقل هذا. إذا تم بناء ميناء المحيط الهادئ المدعوم من الحكومة في بونتا كولونيت، في ولاية باها كاليفورنيا، فإن البضائع المتدفقة إلى الولايات الأمريكية مثل أريزونا ونيفادا يمكن أن تتجاوز منطقة لوس أنجلوس المزدحمة مع وصول أقرب إلى تلك الأسواق.